# Ken McArthur
Ken McArthur (eigentlich: Kennedy Kane McArthur; * 10. Februar 1881 oder 1882 in Ballymoney, Nordirland; † 13. Juni 1960 in Potchefstroom) war ein südafrikanischer Marathonläufer und Olympiasieger.
McArthur, dessen Vorname oft fälschlich als Kenneth angegeben wird, wurde in seiner Jugend als vielversprechender Athlet entdeckt. 1901 emigrierte er nach Südafrika.
Der Marathonlauf bei den Olympischen Spielen 1912 in Stockholm fand bei großer Hitze statt; der Portugiese Francisco Lázaro starb an einem Hitzschlag. McArthur und sein Landsmann Christopher Gitsham liefen gemeinsam und übernahmen schnell die Führung. Siegessicher stoppte Gitsham, um zu trinken, und erwartete, dass sich auch sein Kollege wie abgemacht anschloss. Stattdessen lief McArthur weiter, vergrößerte seinen Vorsprung und erreichte das Ziel 58 Sekunden früher als Gitsham.
In der nächsten Saison verletzte sich McArthur bei einem Unfall am Fuß und war gezwungen, sich aus der Leichtathletik zurückzuziehen. Insgesamt lief er sechs Marathons in seiner Karriere und beendete alle als Sieger.

## Weblinks

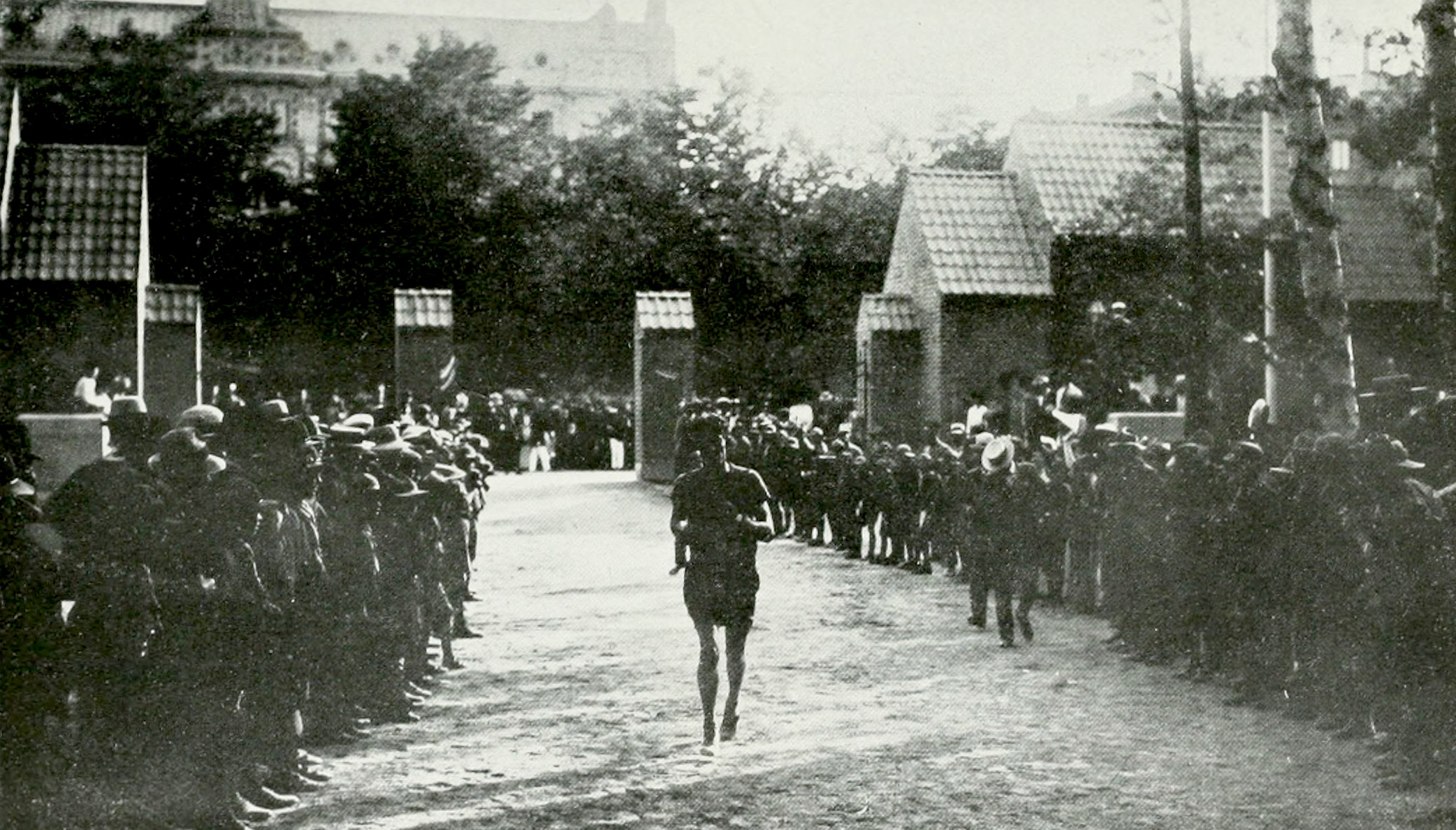
Ken McArthur kurz vor dem Olympiastadion Stockholm

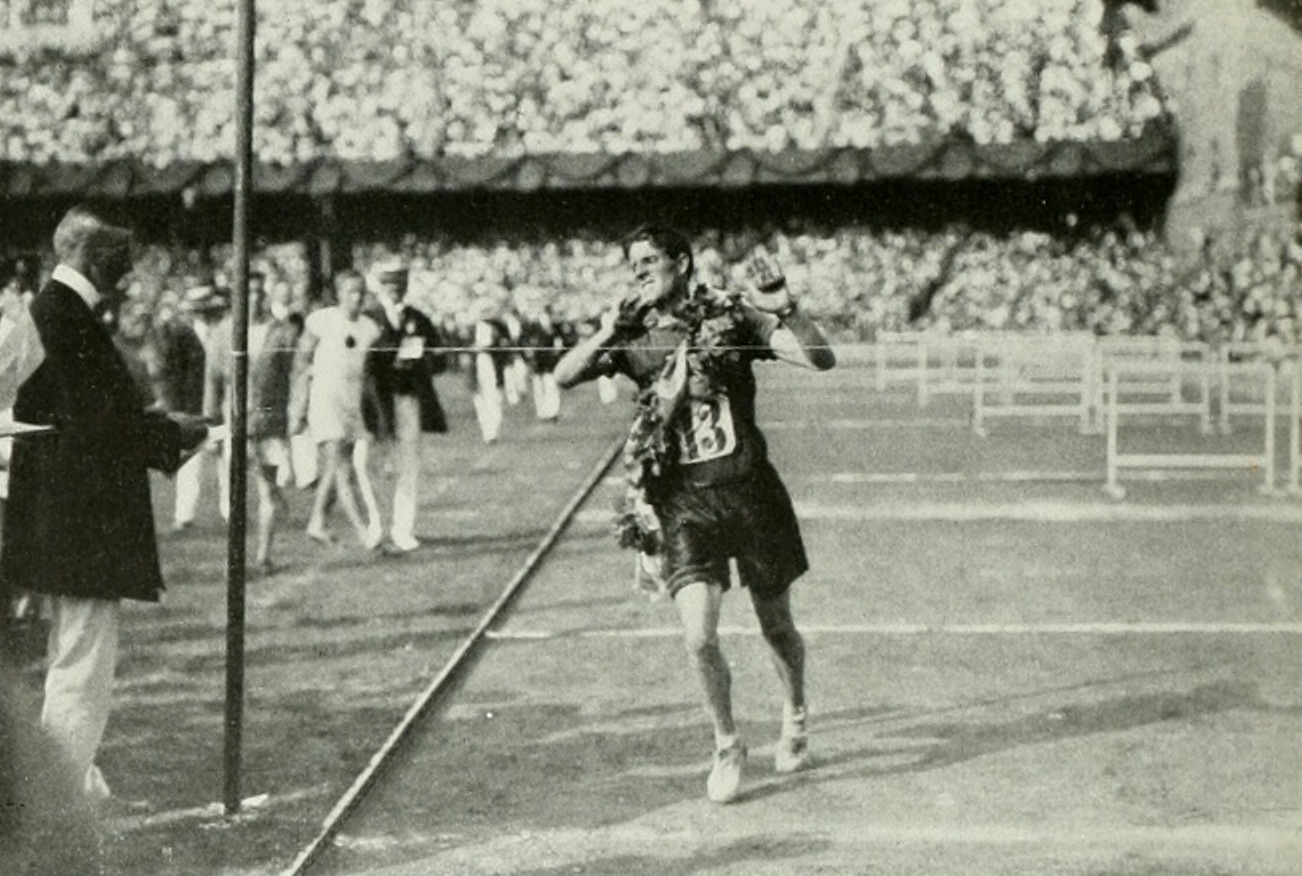
Ken McArthur gewinnt den olympischen Marathon 1912